# Kornelia Ninova
Kornelia Ninova (în bulgară Корнелия Петрова Нинова, n. 16 ianuarie 1969, Krușovița, Vrața) este un politician și o avocată bulgară.  Din mai 2016 ea este liderul partidului BSP.

## Biografie
În 2003 avocatul a intrat în BSP. În 2005 a fost numită adjunct al lui Rumen Ovcearov, ministru al economiei și energiei al guvernului Stanișev. Când Ovcearov a demisionat în 2007, ca parte a unui scandal de corupție și judiciar, ea și-a dat demisia.
În 2009 a fost aleasă pentru prima dată în parlamentul bulgar.
În mai 2016 a fost aleasă noul președinte al BSP la congresul partidului și sa așezat aici cu 395 la 349 voturi delegat la fostul lider al partidului Mihail Mikov de. În 2014, ea era încă inferioară lui Mikov în alegerile pentru președintele partidului. Ninova este, prin urmare, prima femeie care deține funcția de președinte al partidului BSP, precum și primul candidat care a câștigat cu succes un funcționar.